# Hilliard (Ohio)
Hilliard és una ciutat dels Estats Units a l'estat d'Ohio. Segons el cens del 2000 tenia 24.230 habitants.

## Demografia
Segons el cens del 2000, Hilliard tenia 24.230 habitants, 8.577 habitatges, i 6.492 famílies. La densitat de població era de 839,8 habitants/km².
Dels 8.577 habitatges en un 46,3% hi vivien nens de menys de 18 anys, en un 64,7% hi vivien parelles casades, en un 7,8% dones solteres, i en un 24,3% no eren unitats familiars. En el 19,5% dels habitatges hi vivien persones soles el 5,7% de les quals corresponia a persones de 65 anys o més que vivien soles. El nombre mitjà de persones vivint en cada habitatge era de 2,8 i el nombre mitjà de persones que vivien en cada família era de 3,26.
Per edats la població es repartia de la següent manera: un 32,1% tenia menys de 18 anys, un 5,5% entre 18 i 24, un 37,8% entre 25 i 44, un 17,4% de 45 a 60 i un 7,2% 65 anys o més.
L'edat mediana era de 33 anys. Per cada 100 dones de 18 o més anys hi havia 92,6 homes.
La renda mediana per habitatge era de 69.015 $ i la renda mediana per família de 76.207 $. Els homes tenien una renda mediana de 50.551 $ mentre que les dones 35.733 $. La renda per capita de la població era de 28.496 $. Aproximadament el 0,6% de les famílies i el 2,2% de la població estaven per davall del llindar de pobresa.

## Poblacions properes
El següent diagrama mostra les poblacions més properes.